# Osteopilus
Genre
Synonymes
- Calyptahyla Trueb & Tyler, 1974

Osteopilus est un genre d'amphibiens de la famille des Hylidae.

## Répartition
Les huit espèces de ce genre se rencontrent dans les grandes Antilles et dans le sud de la Floride.

## Liste des espèces
Selon Amphibian Species of the World (9 juin 2017) :
- Osteopilus crucialis (Harlan, 1826)
- Osteopilus dominicensis (Tschudi, 1838)
- Osteopilus marianae (Dunn, 1926)
- Osteopilus ocellatus (Linnaeus, 1758)
- Osteopilus pulchrilineatus (Cope, 1870)
- Osteopilus septentrionalis (Duméril & Bibron, 1841) - rainette de Cuba
- Osteopilus vastus (Cope, 1871)
- Osteopilus wilderi (Dunn, 1925)

## Publication originale
- Fitzinger, 1843 : Systema Reptilium, fasciculus primus, Amblyglossae. Braumüller et Seidel, Wien, p. 1-106. (texte intégral).